# Grigorij Gorin
Grigorij Gorin, vlastním jménem Grigorij Izrailjevič Ofštejn (12. března 1940 Moskva – 15. června 2000 tamtéž) byl ruský humorista.

## Život a tvorba
Jeho otec byl důstojník Rudé armády a matka lékařka (od jejího dívčího jména Gorinská odvodil svůj pseudonym). Vystudoval Sečenovův institut v Moskvě a pracoval jako lékař u záchranné služby. Od studentských let publikoval fejetony, skeče a aforismy v časopisech Junosť a Litěraturnaja gazeta, v roce 1966 se podílel na knize Čtyři v jedné obálce, do které přispěli také Eduard Uspenskij, Arkadij Arkanov a Felix Kandel. Vynikl především jako autor drobných satirických povídek, v nichž dováděl ad absurdum charakteristické společenské jevy období stagnace jako přebujelou byrokracii, nedostatek zboží v obchodech a s tím související černý trh, korupci a udavačství. V roce 1981 vyšel v češtině knižní výbor Gorinových humoresek pod názvem Skrytou kamerou. Psal také divadelní hry (s úspěchem se hrály i na československých scénách), v nichž aktualizoval historická témata: Ten, který nikdy nezalhal (na motivy Barona Prášila), Zapomeňte na Hérostrata!, Thyl Ulenspiegel, Poslední smrt Jonathana Swifta, Komedie o šlechetném husarovi a sličné herečce. Kromě toho byl moderátorem humoristického televizního pořadu KVN, autorem písňových textů a filmových scénářů (spolu s Markem Zacharovem vytvořili adaptaci hry Jevgenije Švarce Zabít draka). Posmrtně mu byla udělena Státní cena Ruské federace.